# Sault Ste. Marie, Michigan
Sault Ste. Marie är en stad och administrativ ort i Chippewa County i Michigan, med 14 318 invånare (2005). Staden ligger på andra sidan floden Saint Marys River från Sault Ste. Marie, Ontario i Kanada.

## Historia
Området där staden är belägen beboddes av Ojibwaindianer innan européer kom dit, och kallades då Baawitigong. I början av 1600-talet besöktes området av fransmän, som gav platsen namnet Sault de Gaston efter Gaston av Orléans, son till Henrik IV av Frankrike. År 1668 döpte jesuitmissionärer om samhället till Sault Sainte Marie, och utökade även bosättningen över floden till vad som nu är den del av staden som ligger i Michigan, USA. Sault Sainte Maries, på båda sidor av floden Saint Marys River, var ett enhetlig samhälle fram till efter 1812 års krig då den delades mellan de båda länderna när gränsen fastställdes i floden Saint Marys River.